# Ritápolis
Ritápolis es un municipio brasileño del estado de Minas Gerais. Su población estimada en 2018 es de 4 648 habitantes, según el Instituto Brasileño de Geografía y Estadística (IBGE).

## Historia
El pueblo del área comienza en el siglo XVIII. Ritápolis surgió del cruce de dos importantes caminos históricos, de los cuales uno de ellos conectaba Río de Janeiro con Goiás. En esos caminos, troperos y viajeros paraban para el descanso después de días de viaje. Las viviendas dieron lugar al Arraial de São Sebastião do Rio Abaixo, que posteriormente pasó a llamarse Santa Rita do Rio Abaixo. Entre 1923 y 1938, se llamó Ibitutinga, que en lengua indígena significa «nube blanca de la cascada». Obtuvo la emancipación en 1962, con el nombre de Ritápolis y con áreas de los municipios de São João del-Rei y Tiradentes.

## Clima
Según la clasificación climática de Köppen, el municipio se encuentra en el clima tropical de altitud Cwa.

## Naturaleza
En las proximidades se halla el parque nacional de Ritápolis, donde predomina la mata atlántica.

## Circunscripción eclesiástica
La parroquia local pertenece a la diócesis de São João del-Rei.